# Abeliani
Gli Abeliani (o Abeliti) furono una setta cristiana sviluppatasi nell'Africa settentrionale, vicino a Ippona, nell'odierna Algeria. La loro storia si colloca a partire dall'epoca dell'imperatore Arcadio (IV secolo), ma era già terminata ai tempi di sant'Agostino.
I suoi membri erano sostenitori dell'assoluta continenza sessuale anche all'interno del matrimonio, ritenendo che il vero matrimonio consistesse nell'unione dei cuori e non in quella dei corpi. Derivavano il loro nome da Abele che, a loro avviso, era stato sposato, senza tuttavia mai avere avuto rapporti sessuali con la moglie. Ogni coppia di abeliani adottava un bambino e una bambina destinati a ereditare i suoi beni. Per poter ereditare questi figli adottivi dovevano sposarsi, impegnandosi a loro volta a non generare dei figli, bensì solo ad adottarne.